# دوار الزعبوطي (بن راشد وبني عبد الله)
دوار الزعبوطي هو دُوَّار يقع بجماعة تابودة، إقليم تاونات، جهة فاس مكناس في المملكة المغربية. ينتمي الدوّار لمشيخة بن راشد وبني عبد الله التي تضم 9 دواوير. يقدر عدد سكانه بـ 545 نسمة حسب الإحصاء الرسمي للسكان والسكنى لسنة 2004.

## روابط خارجية
- البوابة الوطنية للجماعات الترابية نسخة محفوظة 12 مارس 2018 على موقع واي باك مشين.
- المندوبية السامية للتخطيط